# Helmrovka
Helmrovka je bývalá usedlost v Praze 6, která stojí ve východní části Lysolají v ulici Čábelecká.

## Historie
Viniční usedlost pochází pravděpodobně z 18. století. Několikrát byla přestavěna - kolem roku 1850 a 1925.
Sloužila jako obytný dům. Vyhořela a je v havarijním stavu.